# Eckart Müllner
Eckart Müllner (* 9. Januar 1941 in Obing; † 25. November 2018 in München) war ein deutscher Neurologe.
Nachdem er das Abitur in Freising und das medizinische Staatsexamen an der Universität München abgelegt hatte, erlangte Müllner 1969 ein Stipendium beim Max-Planck-Institut für Psychiatrie in München. 1970 begann er als wissenschaftlicher Angestellter und von 1973 bis 1975 war er medizinischer Leiter eines Forschungslabors der Universität Konstanz. 1976 kehrte er zum Max-Planck-Institut zurück; später war er bei der Universitäts-Nervenklinik München und der Neurologischen Klinik Regensburg angestellt. 1983 begann er in Straubing als niedergelassener Facharzt für Neurologie, Psychiatrie, Psychotherapeutische Medizin, radiologische Diagnostik, Neuroradiologie, Chirotherapie und Schmerzambulanz. 1995 wurde er zudem Dozent der Deutschen Gesellschaft für ärztliche Hypnose und Autogenes Training.
Müllner war von 1991 an Mitglied des Planungs- und Koordinierungsausschusses der Regierung von Niederbayern, ferner Vorsitzender des Hartmannbundes im Bezirk Niederbayern. 1999 wurde er zum Mitglied des Bayerischen Senats ernannt (Gruppe: Freie Berufe), der Ende desselben Jahres aufgelöst wurde.